# Les Matins de Jénine
Les Matins de Jénine est un roman de l’écrivaine américano-palestinienne Susan Abulhawa, publié à l'origine en 2006 sous le titre The Scar of David,  traduit en français par Michèle Valencia. Le roman est réédité en 2010 aux États-Unis par Bloomsbury Publishing sous le titre Mornings in Jenin. Il est traduit en 27 langues.
Les Matins de Jénine est le premier roman grand public en anglais à explorer la vie en Palestine après la Naqba de 1948.

## Synopsis
Le roman de Susan Abulhawa retrace l'histoire de la famille Abulheja sur plusieurs générations, depuis le village palestinien d'Ein Hod jusqu'au camp de réfugiés de Jénine. Le récit commence en 1948, lors de la création de l'État d'Israël, événement qui bouleverse la vie paisible de la famille. Le village est détruit par les sionistes, et les civils sont contraints à l'exil. Le fils cadet, Ismaïl, est enlevé par un soldat israélien et élevé comme un Juif, ignorant ses origines. Le roman a été partiellement inspiré du roman de Ghassan Kanafani Retour à Haïfa.

## Réception
Lawrence Davidson a évoqué la controverse[laquelle ?] et défendu Abulhawa, tout en louant son livre : « C'est une tragédie que, pour le moment, le pouvoir soit le facteur décisif dans le conflit israélo-palestinien. Car, comme l'histoire nous l'enseigne, le pouvoir a peu d'égards pour l'équité, la justice, la moralité et un avenir décent. Si vous voulez en savoir plus sur ce genre de choses, il vaut mieux consulter l'ouvrage de Susan Abulhawa, car vous ne les trouverez pas dans les mots de ses critiques. » 

## Adaptation
Filmworks Dubai a acheté les droits cinématographiques, prévoyant de commencer la production fin 2013. Anna Soler-Pont, directrice de l'agence Pontas, qui a vendu les droits d'adaptation cinématographique du roman, a déclaré : « Ce sera un projet spécial. Il n'existe pas encore de film épique sur la Palestine. »  Cependant, le producteur est décédé peu de temps après et les droits lui sont revenus.